# Ericka Alneus
Ericka Alneus, née en 1983 dans les Cantons-de-l'Est au Québec, est une femme politique canadienne. Elle est conseillère de ville dans le district Étienne-Desmarteau de l'arrondissement Rosemont–La Petite-Patrie depuis les élections municipales du 7 novembre 2021, pendant la pandémie de Covid-19. Elle est responsable de la culture, du patrimoine, de la gastronomie et de la vie nocturne.

## Biographie
Ericka Alneus est née de parents haïtiens qui s'installent dans les Cantons-de-l'Est à la fin des années 1970. À l'adolescence, elle perd sa mère. À la suite de son arrivée à Montréal pour ses études, elle perd aussi son père.

## Formation et carrière
Ericka Alneus travaille et s'implique pendant une dizaine d'années dans le milieu communautaire montréalais. Elle sera membre des conseils d'administration du Portail VIH/Sida du Québec, de la Maison des jeunes Bordeaux-Cartierville, du Carrefour d'aide aux nouveaux arrivants et du Conseil de presse
. Diplômée de science politique de l'Université Concordia, Ericka Alneus complète aussi un certificat en gestion philanthropique de l'Université de Montréal à la Faculté d'éducation permanente.
Elle occupe aussi le poste de gérante et formatrice de la friperie au Y des femmes de Montréal, d'agente de développement de projet au Carrefour jeunesse-emploi Ahuntsic–Bordeaux-Cartierville et de conseillère au développement philanthropique pour l'organisme Pour 3 Points (P3P) pendant 4 ans. Alneus est aussi mentor à l'école d'influence de l'Institut du Nouveau Monde.

## Conseillère municipale
En 2021, Ericka Alneus est élue au poste de conseillère de ville, dans l'arrondissement de Rosemont–La Petite-Patrie dans le district Étienne-Desmarteau, avec le parti Projet Montréal. Elle est nommée par la mairesse Valérie Plante, responsable de la culture, du patrimoine, de la gastronomie et de la vie nocturne au comité exécutif. Elle est élue après avoir recueilli 72.23 % des voix. En 2024-2025, Ericka Alneus a participé à la course à la chefferie du parti Projet Montréal, mais sera en sera écartée au deuxième tour.